# Honduras op de Olympische Zomerspelen 2000
Honduras nam deel aan de Olympische Zomerspelen 2000 in Sydney, Australië. Het Midden-Amerikaanse land won opnieuw geen medailles.

## Deelnemers en resultaten

### Atletiek
| Olympiër    | Discipline   | Resultaat | Prestatie |
| ----------- | ------------ | --------- | --------- |
| Gina Coello | marathon (v) | 42e       | 3:02.32   |

### Voetbal
| Olympiër | Discipline | Resultaat | Prestatie                                                              |
| --- | ---------- | --------- | ---------------------------------------------------------------------- |
| Mario Chirinos Julio César de León Iván Guerrero Júnior Izaguirre Walter López Jairo Martínez Elmer Montoya Carlos Paez Francisco Pavón Luis Ramírez Jaime Rivera Elvis Scott David Suazo Julio Suazo Maynor Suazo Dany Turcios Noel Valladares | mannen     | 10e       | groep A: 3de G van Nigeria: 3-3 V van Italië: 1-3 W van Australië: 2-1 |

| Groep A |           |             |             |             |             |            |            |            |        |
| #       | Land      | Wedstrijden | Wedstrijden | Wedstrijden | Wedstrijden | Doelpunten | Doelpunten | Doelpunten | Punten |
| #       | Land      | G           | W           | G           | V           | V          | T          | Saldo      | Punten |
| 1       | Italië    | 3           | 2           | 1           | 0           | 5          | 2          | +3         | 7      |
| 2       | Nigeria   | 3           | 1           | 2           | 0           | 7          | 6          | +1         | 5      |
| 3       | Honduras  | 3           | 1           | 1           | 1           | 6          | 7          | -1         | 4      |
| 4       | Australië | 3           | 0           | 0           | 3           | 3          | 6          | -3         | 0      |

| Ronde        | Datum    | Plaats    | Land | Score    | Land |
| ------------ | -------- | --------- | ---- | -------- | ---- |
| Groepsfase   |          |           |      |          |      |
| 19 september | Adelaide | Nigeria   | 3-3  | Honduras |      |
| 19 september | Adelaide | Italië    | 3-1  | Honduras |      |
| 19 september | Sydney   | Australië | 1-2  | Honduras |      |

### Zwemmen
| Olympiër              | Discipline          | Resultaat | Prestatie               |
| --------------------- | ------------------- | --------- | ----------------------- |
| Alejandro Castellanos | 100m vrije slag (m) | 64e       | serie 3: 8ste in 54,06  |
|                       |                     |           |                         |
| Pamela Vásquez        | 200m vrije slag (v) | 38e       | serie 1: 2de in 2.15,83 |

Albanië · Algerije · Amerikaanse Maagdeneilanden · Amerikaans-Samoa · Andorra · Angola · Antigua en Barbuda · Argentinië · Armenië · Aruba · Australië · Azerbeidzjan · Bahama's · Bahrein · Bangladesh · Barbados · België · Belize · Benin · Bermuda · Bhutan · Bolivia · Bosnië en Herzegovina · Botswana · Brazilië · Britse Maagdeneilanden · Brunei · Bulgarije · Burkina Faso · Burundi · Cambodja · Canada · Centraal-Afrikaanse Republiek · Chili · China · Chinees Taipei · Colombia · Comoren · Congo-Brazzaville · Congo-Kinshasa · Cookeilanden · Costa Rica · Cuba · Cyprus · Denemarken · Djibouti · Dominica · Dominicaanse Republiek · Duitsland · Ecuador · Egypte · El Salvador · Equatoriaal-Guinea · Eritrea · Estland · Ethiopië · Fiji · Filipijnen · Finland · Frankrijk · Gabon · Gambia · Georgië · Ghana · Grenada · Griekenland · Groot-Brittannië · Guam · Guatemala · Guinee · Guinee‑Bissau · Guyana · Haïti · Honduras · Hongarije · Hongkong · Ierland · IJsland · India · Indonesië · Irak · Iran · Israël · Italië · Ivoorkust · Jamaica · Japan · Jemen · Joegoslavië · Jordanië · Kaaimaneilanden · Kaapverdië · Kameroen · Kazachstan · Kenia · Kirgizië · Koeweit · Kroatië · Laos · Lesotho · Letland · Libanon · Liberia · Libië · Liechtenstein · Litouwen · Luxemburg · Macedonië · Madagaskar · Malawi · Malediven · Maleisië · Mali · Malta · Marokko · Mauritanië · Mauritius · Mexico · Micronesië · Moldavië · Monaco · Mongolië · Mozambique · Myanmar · Namibië · Nauru · Nederland · Nederlandse Antillen · Nepal · Nicaragua · Nieuw-Zeeland · Niger · Nigeria · Noord-Korea · Noorwegen · Oeganda · Oekraïne · Oezbekistan · Oman · Oostenrijk · Pakistan · Palau · Palestina · Panama · Papoea-Nieuw-Guinea · Paraguay · Peru · Polen · Portugal · Puerto Rico · Qatar · Roemenië · Rusland · Rwanda · Saint Kitts en Nevis · Saint Lucia · Saint Vincent en Grenadines · Salomonseilanden · Samoa · San Marino ·  Sao Tomé en Principe · Saoedi-Arabië · Senegal · Seychellen · Sierra Leone · Singapore · Slovenië · Slowakije · Soedan · Somalië · Spanje · Sri Lanka · Suriname · Swaziland · Syrië · Tadzjikistan · Tanzania · Thailand · Togo · Tonga · Trinidad en Tobago · Tsjaad · Tsjechië · Tunesië · Turkije · Turkmenistan · Uruguay · Vanuatu · Venezuela · Verenigde Arabische Emiraten · Verenigde Staten · Vietnam · Wit-Rusland · Zambia · Zimbabwe · Zuid-Afrika · Zuid-Korea · Zweden · Zwitserland · Individuele olympische atleten